# Temporada de challengers da WTA de 2017
A temporada de challengers da WTA de 2017 foi o circuito secundário das tenistas profissionais organizado pela Associação de Tênis Feminino (WTA) para o ano em questão. O análogo masculino é o ATP Challenger Tour, e define-se como transição ao tênis de elite.
Situa-se abaixo do calendário principal e acima do circuito feminino da ITF. 

## Calendário

### Países
| Torneios | País(es)                          | País(es)                   |
| -------- | --------------------------------- | -------------------------- |
| 2        | China                             | China                      |
| 1        | Croácia · Estados Unidos · França | Índia · Tailândia · Taiwan |

### Mudanças
- Torneio(s):
  - Debutantes: Bombaim e Zhengzhou;
  - Extintos: San Antonio.

### Semana a semana

#### Legenda
Abaixo estão exemplos, com explicações usando o elemento dica de contexto. Basta passar o cursor sobre cada linha pontilhada para lê-las.
| Semana de     | Torneio                                                                                    | Campeã(s)             | Vice-campeã(s)        | Resultado        |
| ------------- | ------------------------------------------------------------------------------------------ | --------------------- | --------------------- | ---------------- |
| 29 de outubro | OEC Taipei WTA Ladies Open · Taipé, Taiwan · US$ 125.000 – carpete (coberto) – 32S•16Q•16D | jogadora 1            | jogadora 2            | 7–61, 56–7, 6–4  |
| 29 de outubro | OEC Taipei WTA Ladies Open · Taipé, Taiwan · US$ 125.000 – carpete (coberto) – 32S•16Q•16D | jogadora 3 jogadora 4 | jogadora 5 jogadora 6 | 4–6, 6–4, [11–9] |

| Ordenação dos torneios | Quando mais de um torneio acontecer durante a semana: 1. Cidade (A-Z) |

| Ícones | Clicável      |                                        |                                           |
| Ícones | Clicável      | edição do torneio                      |                                           |
| Ícones | Não-clicáveis |                                        | primeiro título conquistado na modalidade |
| Ícones | Não-clicáveis | o(a) jogador(a)/país defendeu o título |                                           |

#### Torneios
| Semana de      | Torneio                                                                                | Campeã(s)                              | Vice-campeã(s)                         | Resultado           |
| -------------- | -------------------------------------------------------------------------------------- | -------------------------------------- | -------------------------------------- | ------------------- |
| 17 de abril    | Biyuan Zhengzhou Women's Tennis Open Zhengzhou, China US$ 115.000 – duro – 32S•16Q•16D | Wang Qiang                             | Peng Shuai                             | 3–6, 7–63, 1–1, ab. |
| 17 de abril    | Biyuan Zhengzhou Women's Tennis Open Zhengzhou, China US$ 115.000 – duro – 32S•16Q•16D | Han Xinyun Zhu Lin                     | Jacqueline Cako Julia Glushko          | 7–5, 6–1            |
| 5 de junho     | Croatia Bol Open Bol, Croácia US$ 125.000 – saibro – 32S•8Q•14D                        | Aleksandra Krunić                      | Alexandra Cadanțu                      | 6–3, 3–0, ab.       |
| 5 de junho     | Croatia Bol Open Bol, Croácia US$ 125.000 – saibro – 32S•8Q•14D                        | Chuang Chia-jung Renata Voráčová       | Lina Gjorcheska Aleksandrina Naydenova | 6–4, 6–2            |
| 4 de setembro  | Dalian Open Dalian, China US$ 125.000 – duro – 32S•16Q•16D                             | Kateryna Kozlova                       | Vera Zvonareva                         | 6–4, 6–2            |
| 4 de setembro  | Dalian Open Dalian, China US$ 125.000 – duro – 32S•16Q•16D                             | Lu Jingjing You Xiaodi                 | Guo Hanyu Ye Qiuyu                     | 7–62, 4–6, [10–5]   |
| 6 de novembro  | WTA EA Hua Hin Championship Hua Hin, Tailândia US$ 125.000 – duro – 32S•16Q•16D        | Belinda Bencic                         | Hsieh Su-wei                           | 6–3, 6–4            |
| 6 de novembro  | WTA EA Hua Hin Championship Hua Hin, Tailândia US$ 125.000 – duro – 32S•16Q•16D        | Duan Yingying Wang Yafan               | Dalila Jakupović Irina Khromacheva     | 6–3, 6–3            |
| 6 de novembro  | Engie Open de Limoges Limoges, França US$ 125.000 – duro (coberto) – 32S•16Q•8D        | Monica Niculescu                       | Antonia Lottner                        | 6–4, 6–2            |
| 6 de novembro  | Engie Open de Limoges Limoges, França US$ 125.000 – duro (coberto) – 32S•16Q•8D        | Valeria Savinykh Maryna Zanevska       | Chloé Paquet Pauline Parmentier        | 6–0, 6–2            |
| 13 de novembro | Taipei OEC Open Taipé, Taiwan US$ 125.000 – carpete (coberto) – 32S•16Q•16D            | Belinda Bencic                         | Arantxa Rus                            | 7–63, 6–1           |
| 13 de novembro | Taipei OEC Open Taipé, Taiwan US$ 125.000 – carpete (coberto) – 32S•16Q•16D            | Veronika Kudermetova · Aryna Sabalenka | Monique Adamczak Naomi Broady          | 2–6, 7–65, [10–6]   |
| 20 de novembro | L&T Mumbai Open Bombaim, Índia US$ 125.000 – duro – 32S•16Q•16D                        | Aryna Sabalenka                        | Dalila Jakupović                       | 6–2, 6–3            |
| 20 de novembro | L&T Mumbai Open Bombaim, Índia US$ 125.000 – duro – 32S•16Q•16D                        | Victoria Rodríguez Bibiane Schoofs     | Dalila Jakupović Irina Khromacheva     | 7–5, 3–6, [10–7]    |
| 20 de novembro | Hawaii Open Honolulu, Estados Unidos US$ 125.000 – duro – 32S•8Q•14D                   | Zhang Shuai                            | Jang Su-jeong                          | 0–6, 6–2, 6–3       |
| 20 de novembro | Hawaii Open Honolulu, Estados Unidos US$ 125.000 – duro – 32S•8Q•14D                   | Hsieh Shu-ying Hsieh Su-wei            | Eri Hozumi Asia Muhammad               | 6–1, 7–63           |

## Distribuição de pontos
A distribuição de pontos para torneios 125K em 2017 foi definida:
| Evento                                       | T   | F  | SF | QF | R16 | R32 | R64 | R128 | Q | Q3 | Q2 | Q1 |
| -------------------------------------------- | --- | -- | -- | -- | --- | --- | --- | ---- | - | -- | -- | -- |
| Simples + H: 32 principal, 16 qualificatório | 160 | 95 | 57 | 29 | 15  | 1   | –   | –    | 6 | –  | 4  | 1  |
| Simples + H: 32 principal, 8 qualificatório  | 160 | 95 | 57 | 29 | 15  | 1   | –   | –    | 6 | –  | 4  | 1  |
| Duplas + H: 16                               | 160 | 95 | 57 | 29 | 1   | –   | –   | –    | – | –  | –  | –  |
| Duplas + H: 8                                | 160 | 95 | 57 | 1  | –   | –   | –   | –    | – | –  | –  | –  |